# Bra (Włochy)
Bra [ˈbra] – miasto i gmina we Włoszech, w regionie Piemont, w prowincji Cuneo.
Według danych na rok 2004 gminę zamieszkiwały 27 894 osoby, 472,8 os./km².

## Miasta partnerskie
- Corral de Bustos
- San Sosti
- Spreitenbach
- Weil der Stadt
- Zduńska Wola